# Arcobaleno
Pour plus de détails, voir Fiche technique et Distribution.
Arcobaleno (litt. « Arc-en-ciel ») est un film musical italien de Giorgio Ferroni. Inachevé et inédit, il aurait dû être exploité dans les salles italiennes dès mai 1943.

## Fiche technique
- Titre italien : Arcobaleno[1],[2],[3]
- Réalisation : Giorgio Ferroni
- Scénario : Vittorio Metz, Giorgio Ferroni
- Photographie : Gábor Pogány
- Musique : Giuseppe Bonavolontà (it), Giovanni D'Anzi, Nino Ravasini (it), Mario Ruccione (it), Nicola Valente (it)
- Production : Carlo Borsari
- Sociétés de production : Consorzio Italiano Film (CIF)
- Pays de production :  Italie
- Langue originale : italien
- Format : Noir et blanc
- Genre : Film musical
- Dates de sortie : 
  - Italie : Film inédit, programmé pour sortie en mai 1943 mais annulé.

## Distribution
- Lucy D'Albert (it) : elle-même
- Delia Lodi : elle-même
- Totò : lui-même
- Erminio Macario : lui-même
- Wanda Osiris : elle-même
- Tito Petralia (it) : lui-même
- Virgilio Riento : lui-même
- Nino Taranto : lui-même
- Odoardo Spadaro : lui-même
- Alberto Rabagliati : lui-même

## Production
Produit par le C.I.F (Consorzio Italiano Film) de Carlo Borsari, le tournage aurait commencé en décembre 1942. Le film a probablement été monté avec des chutes et/ou des extraits d'autres films, n'a jamais été distribué et n'a jamais été achevé. Il a été déclaré prêt à être distribué en mai 1943.
Peut-être pour récupérer un peu d'argent, une grande partie du film a été incorporée dans le film de montage Dove sta Zazà? (it) sorti en 1947.
Totò apparaît dans une brève scène de trois minutes, même s'il a par la suite nié avoir voulu participer au film.
Dès 1943, l'idée est de créer une sorte de revue filmée, dont la réalisation est confiée à Gustavo Abel, puis à Sennuccio Benelli (it) et enfin à Giorgio Ferroni, sur un scénario d'Aldo Rubens et avec des décors grandioses, des orchestres extraordinaires et des danseurs de premier ordre. Le titre du film devait être Arcobaleno (litt. « Arc-en-ciel ») et Totò, Nino Taranto, Wanda Osiris, Carlo Dapporto et d'autres comédiens à succès, que l'on retrouvera plus tard dans Les Pompiers chez les pin-up, devaient y participer dans une succession rapide de sketches. Mais le projet échoue, emporté par les événements qui caractérisent l'année 1943, avec l'effondrement du fascisme et l'armistice du 8 septembre, pour renaître après la guerre, avec toutes les modifications nécessaires, sous le titre Dove sta Zazà, dans une mise en scène de Giorgio Simonelli. Les Pompiers chez les pin-up, réalisé six ans plus tard, peut être considéré comme la suite de cette première idée avortée. Cas unique dans la filmographie de Totò, Les Pompiers chez les pin-up constitue, en ce qui le concerne, un point de référence et de rencontre exemplaire entre Mario Mattoli et Antonio De Curtis, tous deux amoureux du théâtre et assez dédaigneux avec le cinéma.
Tourné à Cinecittà et sur place à Budapest.
Il existe une séquence montée d'environ 45 minutes, sans générique, probablement assemblée avec d'autres plans provenant d'autres séquences.